# Sulzeneck
Die Burg Sulzeneck, auch Sulzenegg, ist eine abgegangene Höhenburg, die Teil der mittelalterlichen Stadtbefestigung von Hallein im Land Salzburg in Österreich war. Ein Teil der Anlage ist noch vorhanden.

## Geschichte
Die Veste Sulzeneck war die Burg von Hallein und lag über der Stadt im Bereich der Bannwälder an den Ostabhängen des Tuval. Die inneren Grenzbefestigungen im Mittelalter waren die Vesten Schoßrisen (Ruine Thürndl), Sulzeneck (Reckturm, Fuchsturm) und die Hallburg (Georgsberg 1262). Die südliche Stadtmauer verlief von der Salzach, dem Gollingertor an der Stadtbrücke, am Flussufer zum Grießtor, weiter zum Gampertor, Hafnertor, am Kotbach hinauf zum Färbertor bis an den Felsen unterhalb der Burg Sulzeneck. Reste dieser Stadtmauer sind bis heute erhalten. Von den zahlreichen Stadttoren ist lediglich das Grießtor vorhanden. Die Bauwerke von Sulzeneck befanden sich im Bereich des Riesengutes unmittelbar über der Stadt, westlich des ehemaligen „Eisinger´s Gasthauses zur Gemse“. Der Reckturm, im 14. Jahrhundert als „Bürgerturm“ bezeichnet, und der Fuchsturm, als „großes Eisentor“ bezeichnet, waren Teil der mittelalterlichen Befestigungsanlage, die am Anfang des 19. Jahrhunderts dem Verfall preisgegeben wurde. Der Fuchsturm ist erhalten, der Reckturm bzw. Röckturm wurde wieder errichtet und ist von der Stadt aus zu sehen.

„(…) verlief die Stadtmauer (…) bis an den Fuß des Röckturm-Felsens. Auf dem Felsen oberhalb der Anbindung der Stadtmauer an den Steilabbruch thronte die Burg Sulzeneck. (…) Das Kernstück der Burg Sulzeneck bildete ein mächtiger Turm auf dem höchsten Punkt des Felsrückens. Nach Übernahme der Burghut durch die Bürger der Stadt Hallein im 14. Jahrhundert wurde der Bergfried ‚Bürgerturm‘ genannt. Der Name Röckturm oder Reckturm bezog sich auf die Folterkammer, die – ebenso wie ein Verlies – in diesem Turm untergebracht war.“

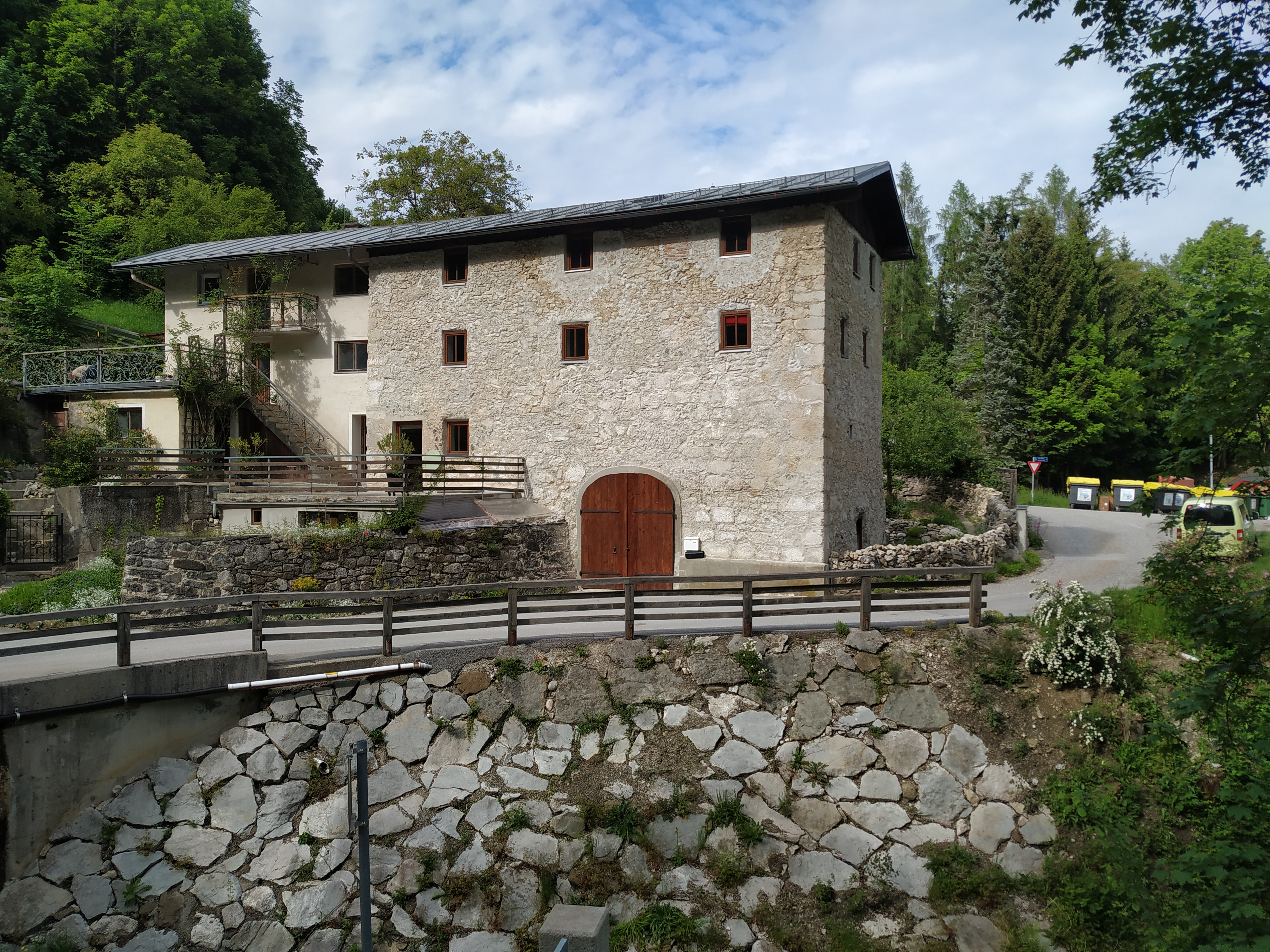
Der Fuchsturm (Das „Große Eisentor“), Teil der Burg Sulzeneck
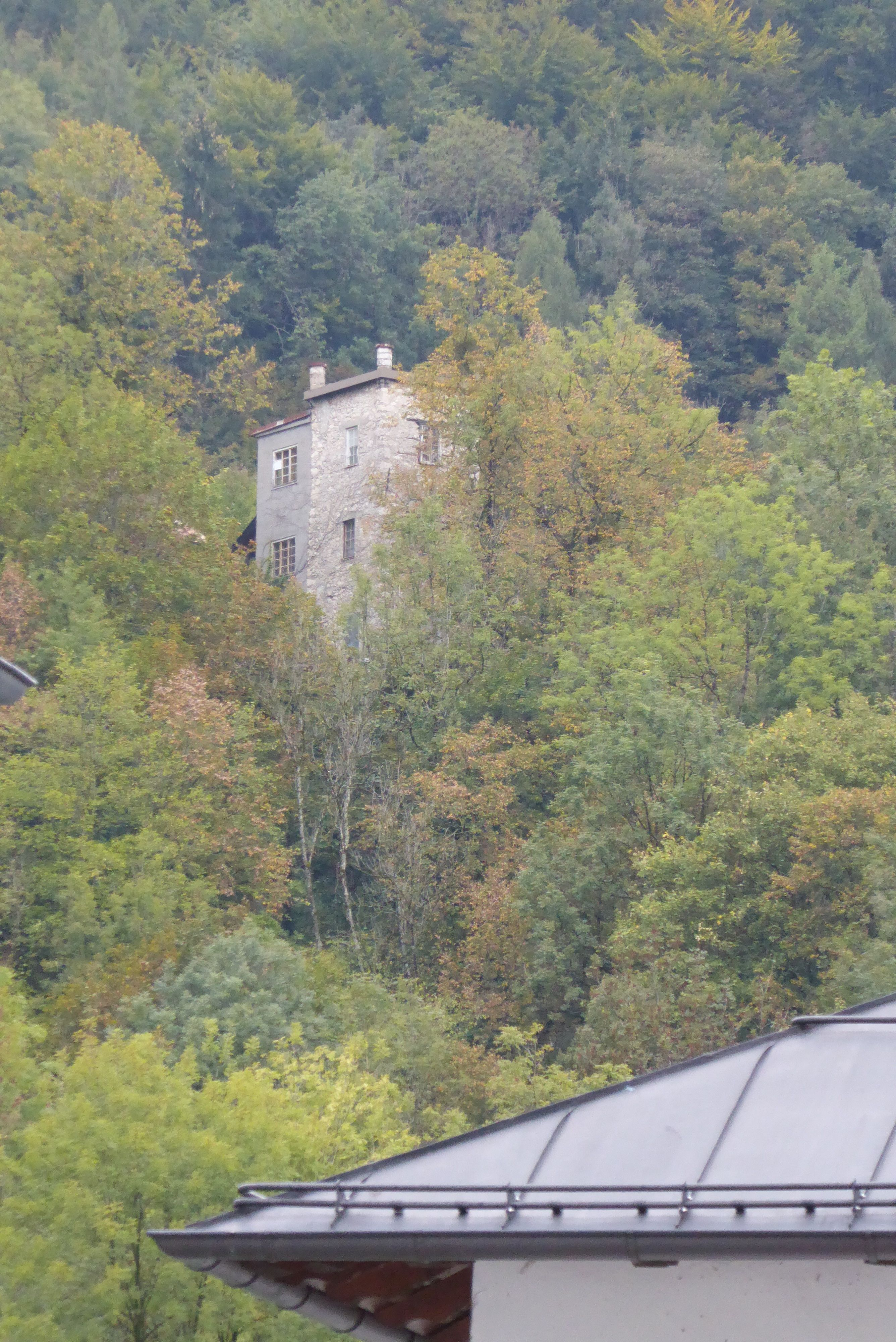
Reckturm, Blick vom Georgsberg
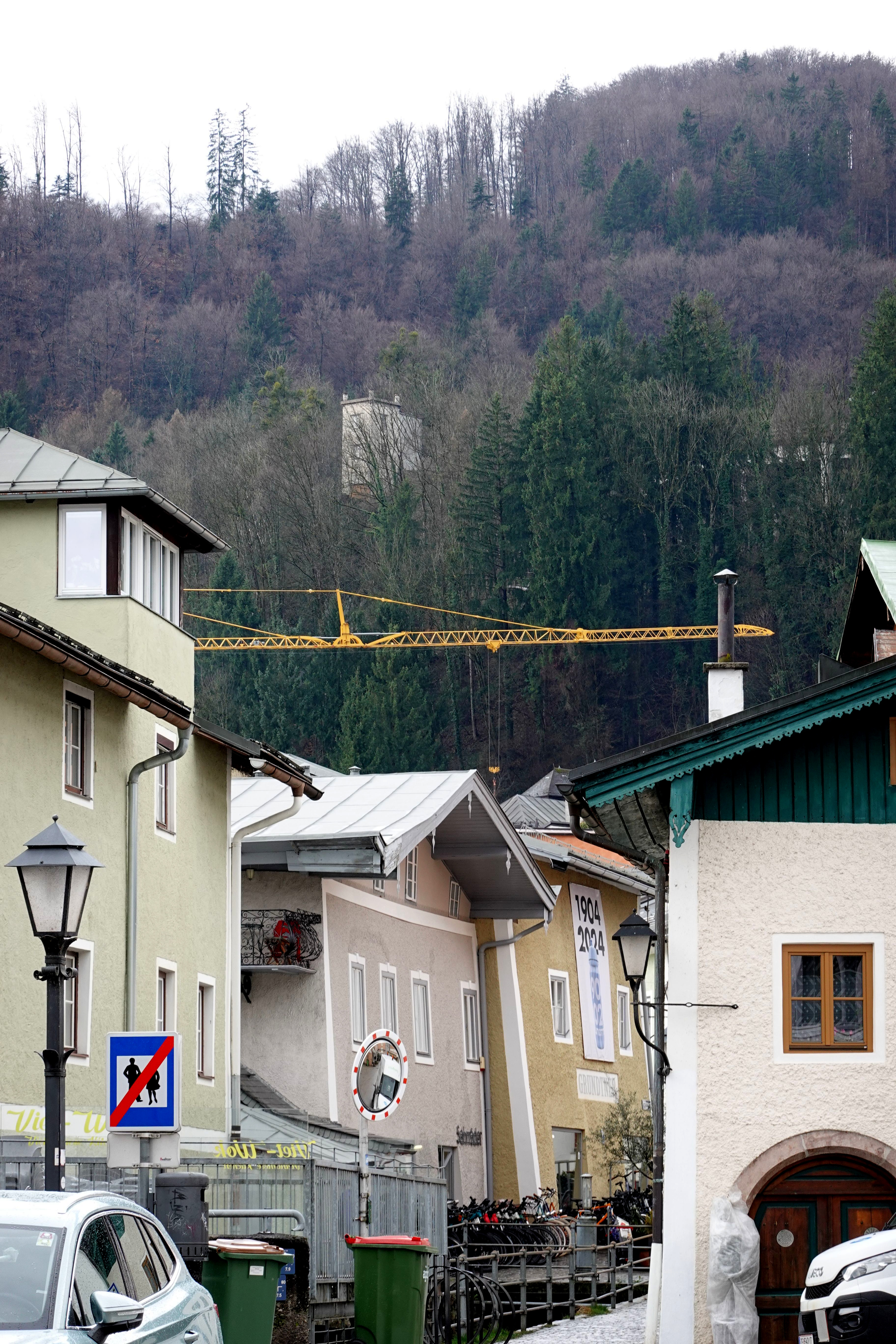
Der Reckturm über der Altstadt, Blick von der Metzgergasse ausDer Reckturm über der Altstadt, Blick von der Metzgergasse aus

## Burg Sulzeneck in künstlerischen Darstellungen

### Abbildung in der Radierung „Die große Fichte“ von Albrecht Altdorfer – 1520
Links der Fichte zeigt die Radierung von Albrecht Altdorfer den Blick vom Egglgut auf die Berghänge des Tuval oberhalb der Stadt Hallein mit der Festung Sulzeneck. Im Zentrum der Befestigung der Reckturm, eine zinnenbewehrte Mauer verläuft bis zu dem von einem Spitzdach bekrönten Fuchsturm. Über der Festung der Höhenrücken des Bannwaldes, oberhalb des Riesengutes, mit dem Kleinen Barmstein. Die Stadt ist aus diesem Sichtwinkel großteils von Bäumen verdeckt.

### Beschreibung der Burg nach einer Federzeichnung – 1632
Abbildung in einer Darstellung von Hallein aus dem Jahre 1632, gezeichnet von Johann Faistenauer aus Berchtesgaden:
Oberhalb des Bannwaldes („Bonholtz“) die mit „Schlössl“ bezeichnete heutige Ruine mit hohem Turm und davor liegender stadtseitiger Sperrmauer. Rechts davon die Barmsteine („Parmstain“). Rechts oberhalb der spätgotischen Stadtpfarrkirche zum Heiligen Antonius („S. Anthony“) Teile der alten Halleiner Stadtbefestigung und der Burg „Sulzeneck“, die deutlich größer sind als die heutigen Überreste des vom Tal sichtbaren „Röckturms“.